# Будинок 2
Будинок 2 (англ. House II: The Second Story) — американський комедійний фільм жахів, режисера Етан Вайлі.

## Сюжет
Молодик Джессі успадковує старий будинок і запрошує переїхати туди свою подругу. З ними відбувається ряд містичних випадків, що змушує хлопця розрити могилу свого давно померлого діда, який виявляється живий, завдяки черепу ацтеків, який був вкрадений з могили. Тепер Джессі і Чарлі змушені подорожувати крізь час, щоб знайти череп, наділений магічними силами. Ожилі трупи, демони, ацтеки, первісні люди, ковбої, птеродактилі та інші позачасові штучки зустрічаються на їх шляху…

## У ролях
- Арі Гросс — Джессі
- Джонатан Старк — Чарлі
- Ройал Дено — Дідусь
- Білл Мар — Джон
- Джон Ратценбергер — Білл
- Лар Парк-Лінкольн — Кейт
- Емі Ясбек — Жана
- Грегорі Велкотт — шериф
- Дуайр Браун — Кларенс
- Ленора Мей — Джудіт
- Девін ДеВаскес — Вірджин
- Джейн Модін — Рошель
- Ронн Керролл — заступник
- Дін Клевердон — Слім
- Даг МакХью — первосвященик
- Мітці Кептчер — пастушка
- Девід Арнотт — Банана
- Кейн Ходдер — горила
- Сьюзен Ісаак — Кет
- Гас Ретвіш — Арнольд варвар
- Джіл Бірмінгем — воїн
- Френк Велкер — (спеціальні вокальні ефекти)